# Pancorius magnus
Pancorius magnus là một loài nhện trong họ Salticidae.
Loài này thuộc chi Pancorius. Pancorius magnus được Marek Żabka miêu tả năm 1985.